# Celeste Star

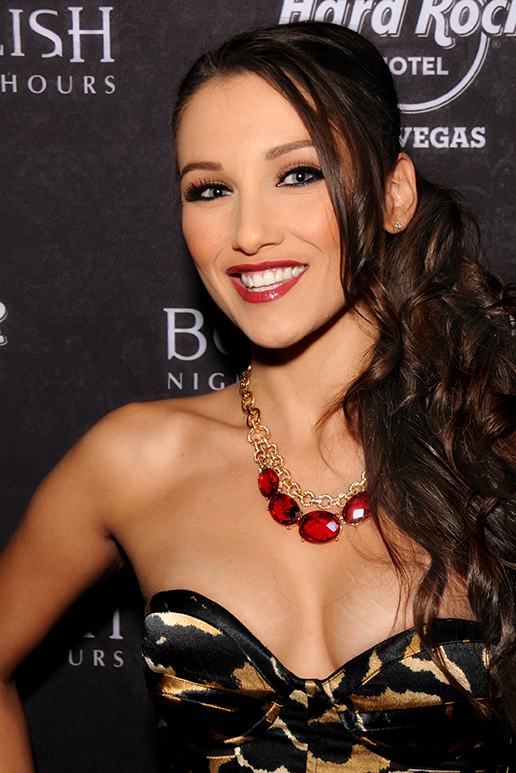
Celeste Star, 2014

Celeste Star (* 28. Dezember 1985 als Crystal Ann Varela in Pomona, Kalifornien) ist eine US-amerikanische Pornodarstellerin und Model.

## Karriere
Celeste Star hat irische und mexikanische Vorfahren. Sie begann ihre Karriere im Jahre 2004 im Alter von 19 Jahren. Seitdem hat sie laut IAFD in über 450 Filmen mitgespielt. Drei Filme sind nach ihr benannt. Star war auf dem Cover des Penthouse im Juli 2005 und gleichzeitig Penthouse Pet of the Month.
Weitere Künstlernamen sind ‚Celeste Simone‘, ‚Celesete Star‘, ‚Celeste Starr‘, ‚Seleste Star‘ und ‚FTV Michelle‘. Sie hat ein Zungenpiercing und natürliche Brüste.
Sie war insgesamt sieben Mal für den AVN Award nominiert, davon für 2011 in vier Kategorien.

## Filmografie (Auswahl)
- 2005–2011: Women Seeking Women 18, 33, 45, 47, 50, 56, 63, 66, 69
- 2005: Girlvana
- 2006: The Kidnapping of Celeste Star
- 2006: Dear Celeste
- 2007: My First Girlfriend
- 2008: Hearts & Minds II
- 2008: Girls Will Be Girls 4
- 2009: Centerfold Showdown
- 2009: Office Rivals
- 2009: It’s a Secretary Thing! 2
- 2010: This Ain’t Celebrity Apprentice XXX
- 2010: The Big Lebowski: A XXX Parody
- 2010: Pandora’s XXX Toy Box
- 2010: PPV-3103: Celeste Star J/O Encouragement 4

## Auszeichnungen und Nominierungen
- 2005: Penthouse Pet of July
- 2006: AVN-Award-Nominierung – Best All-Girl Sex Scene, Video – Girlvana
- 2007: AVN-Award-Nominierung – Best Tease Performance – Intoxicated
- 2007: AVN Award Nominierung – Best Solo Sex Scene – Jesse Jane: All-American Girl
- 2008: AVN-Award-Nominierung – Best Solo Sex Scene – All Alone 2
- 2011: AVN-Award-Nominierung – Best All-Girl Group Sex Scene – The Big Lebowski: A XXX Parody
- 2011: AVN-Award-Nominierung – Best All-Girl Group Sex Scene – FemmeCore
- 2011: AVN-Award-Nominierung – Best All-Girl Three-Way Sex Scene – Bonny & Clide
- 2011: AVN-Award-Nominierung – Best All-Girl Three-Way Sex Scene – FemmeCore